# Copa Brasil de Curling
A Copa Brasil de Curling foi um evento organizado pela Associação Brasileira de Curling, com apoio da Confederação Brasileira de Desportos no Gelo (CBDG), entre 17 e 24 de maio de 2014, no North Shore Winter Club, North Vancouver, Canadá. Teve a participação de 6 duplas mistas, formadas por 11 atletas brasileiros e um canadense, todos residentes na região de Vancouver.

## Duplas mistas inscritas
Oito duplas foram inscritas inicialmente. Duas, Alfa e Tau, não participaram.
| Dupla | Atleta Feminino        | Atleta Masculino        |
| ----- | ---------------------- | ----------------------- |
| Alfa  | Fernanda Pellegrini    | Américo Oliveira        |
| Beta  | Simone Torrico (MG)    | André Torrico (RJ)      |
| Gama  | Alessandra Barros (DF) | Raphael Monticello (CE) |
| Delta | Anne Shibuya (MG)      | Matthew Gervan (CAN)    |
| Zeta  | Luciana Barrella (AM)  | Daniel Mermelstein (SP) |
| Sigma | Isis Oliveira (SP)     | Márcio Rodrigues (SP)   |
| Tau   | Daniela Acre           | Emanuel Mello           |
| Omega | Sarah Lipi (SP)        | Danubio Aguiar (RJ)     |

## Classificação
| \| Duplas Mistas[2] \| Duplas Mistas[2] \| \| ---------------- \| -------------------------------------- \| \| 1 \| Alessandra Barros / Raphael Monticello \| \| 2 \| Isis Oliveira / Márcio Rodrigues \| \| 3 \| Sarah Lipi / Danúbio Aguiar \| \| 4º \| Luciana Barrella / Daniel Mermelstein \| \| 5º \| Simone Torrico / André Torrico \| \| 6º \| Anne Shibuya / Matthew Gervan \| 1. 2. 3. |                                        |
| Duplas Mistas |                                        |
| 1 | Alessandra Barros / Raphael Monticello |
| 2 | Isis Oliveira / Márcio Rodrigues       |
| 3 | Sarah Lipi / Danúbio Aguiar            |
| 4º | Luciana Barrella / Daniel Mermelstein  |
| 5º | Simone Torrico / André Torrico         |
| 6º | Anne Shibuya / Matthew Gervan          |